# UEFA Women's Nations League 2025
De UEFA Women's Nations League 2025 is de tweede editie van dit voetbalkampioenschap in het vrouwenvoetbal. Aan het toernooi nemen 53 lidstaten van de UEFA deel. De competitie begint met de groepsfase, die tussen 21 februari en 3 juni 2025 wordt gespeeld. Tussen 20 oktober en 2 december 2025 volgen de finalerondes en play-offs om promotie en degradatie. De resultaten in dit toernooi zullen worden gebruikt voor de indelingen bij het kwalificatietoernooi van het Wereldkampioenschap voetbal vrouwen 2027.

## Opzet
De UEFA Women's Nations League begint met de groepsfase, waarbij de 53 deelnemende landen worden onderverdeeld in drie divisies (A, B en C) op basis van de eindrangschikking van het kwalificatietoernooi voor het Europees kampioenschap voetbal vrouwen 2025. De divisies A en B bestaan uit 16 landen, die verdeeld worden in vier groepen van vier landen. Divisie C bestaat uit de overige landen, die zijn onderverdeeld in vijf groepen van vier landen.
Alle landen spelen in hun groep een thuis- en uitwedstrijd tegen elkaar. De vier groepswinnaars van divisie A kwalificeren zich voor de finaleronde waarin de halve finales, een play-off om de derde plaats en een finale worden gespeeld. Via een open loting wordt bepaald welke landen tegen elkaar spelen in de halve finale, waarbij ook wordt bepaald welke landen de play-off om de derde plek en de finale tegen elkaar spelen.
De competitie bevat na afloop van de groepsfase ook play-offs om promotie en degradatie, welke van invloed zijn bij het kwalificatietoernooi van het Wereldkampioenschap voetbal vrouwen 2027, waarbij een soortgelijke competitieopzet zal worden gebruikt. De groepswinnaars van divisies B en C promoveren naar een hogere divisie, terwijl de nummers vier uit divisies A en B samen met de laagst gerangschikte nummer drie uit divisie B degraderen naar een lagere divisie. De wedstrijden om promotie en degradatie worden ook in thuis- en uitwedstrijden gespeeld, identiek aan de finaleronde van de Nations League. De winnaars promoveren naar een hogere divisie, de verliezers degraderen naar een lagere divisie. De nummers drie uit divisie A spelen tegen de nummers twee uit divisie B, terwijl de drie beste nummers drie uit divisie B spelen tegen de drie beste nummers twee uit divisie C. De landen uit een hogere divisie krijgen een geplaatste status en spelen de eerste wedstrijd uit. In de twee onderlinge wedstrijden is het team met de meeste doelpunten de winnaar. Bij een gelijkspel wordt er een verlenging gespeeld, de uitdoelpuntenregel wordt niet toegepast. Als er na de verlenging nog steeds een gelijkspel is, worden er strafschoppen genomen om te bepalen wie de winnaar is.

### Beslissingscriteria voor de groepsfase
Wanneer er twee of meerdere teams in een groep na afloop van de groepsfase hetzelfde aantal punten hebben, wordt naar onderstaande criteria gekeken:
1. Het aantal behaalde punten in de onderlinge wedstrijden tussen de gelijke teams;
2. Het doelsaldo in onderlinge wedstrijden gespeeld tussen de gelijke teams;
3. Het aantal gescoorde doelpunten in de onderlinge wedstrijden tussen de gelijke teams;
4. Indien er na toepassing van criteria 1 tot 3 er nog steeds geen onderling verschil is, worden criteria 1 tot 3 uitsluitend opnieuw toegepast op de wedstrijden tussen de teams in kwestie om hun definitieve rangschikking te bepalen.[a] Wanneer er dan nog steeds geen verschil is, wordt gekeken naar criteria 5 tot 11:
5. Het doelsaldo in alle groepswedstrijden;
6. Het aantal doelpunten in alle groepswedstrijden;
7. Het aantal uitdoelpunten in alle groepswedstrijden;
8. Het aantal overwinningen in alle groepswedstrijden;
9. Het aantal uitoverwinningen in alle groepswedstrijden;
10. Lager disciplinair puntentotaal in alle groepswedstrijden (1 punt voor een gele kaart, 3 punten voor een rode kaart als gevolg van twee gele kaarten, 3 punten voor een directe rode kaart, 4 punten voor een gele kaart gevolgd door een directe rode kaart).
11. Positie in de eindrangschikking van het kwalificatietoernooi voor het EK 2025.[1]

Opmerkingen
1. ↑  Wanneer er twee of meerdere teams gelijk in punten zijn, worden criteria 1 tot en met 3 toegepast. Nadat deze criteria zijn toegepast, kunnen ze de positie bepalen van enkele van de betrokken teams, maar niet van alle. Als er bijvoorbeeld drie punten gelijk zijn, kan de toepassing van de eerste drie criteria alleen de gelijke stand voor een van de teams bepalen, waardoor de andere twee teams nog steeds gelijk staan. In dit geval wordt de beslissingscriteria vanaf het begin hervat voor de teams die nog steeds gelijk staan.

### Beslissingscriteria voor rangschikking Nations League
De criteria voor de rangschikking van de Nations League is als volgt:
1. Positie in de groep;
2. Het aantal punten;
3. Het doelsaldo;
4. Het aantal gescoorde doelpunten;
5. Het aantal gescoorde doelpunten in uitwedstrijden;
6. Het aantal overwinningen;
7. Het aantal overwinningen in uitwedstrijden;
8. Lager disciplinair puntentotaal (1 punt voor een gele kaart, 3 punten voor een rode kaart als gevolg van twee gele kaarten, 3 punten voor een directe rode kaart, 4 punten voor een gele kaart gevolgd door een directe rode kaart).
9. Positie in de eindrangschikking van het kwalificatietoernooi voor het EK 2025.[4]

Voor de eindrangschikking in divisie C, welke bestaat uit groepen van drie of vier landen, tellen de resultaten tegen de nummers vier uit de groepen niet mee. De eindrangschikking van de vier beste teams uit divisie A wordt bepaald door hun resultaten in de finaleronde.

### Beslissingscriteria voor totale eindrangschikking Nations League
Na afloop van de groepsfase van de Nations League zal een eindrangschikking worden opgesteld, welke volgens onderstaande punten wordt opgesteld:
1. De nummers 1 tot en met 16 bestaan uit landen uit divisie A, volgens de ranglijst in hun groep;
2. De nummers 17 tot en met 32 bestaan uit landen uit divisie B, volgens de ranglijst in hun groep;
3. De nummers 33 tot en met 53 bestaan uit landen uit divisie C, volgens de ranglijst in hun groep.

De eindrangschikking wordt na afloop van de play-offs om promotie en degradatie opgesteld, om de indelingen van alle landen bij het kwalificatietoernooi van het Wereldkampioenschap voetbal vrouwen 2027 te bepalen. De eindstand wordt op basis van onderstaande criteria opgesteld:
1. De landen die rechtstreeks gepromoveerd zijn worden boven landen uit een lagere divisie gerangschikt die na de play-offs zijn gepromoveerd;
2. De landen die rechtstreeks gedegradeerd zijn worden onder landen uit een hogere divisie gerangschikt die na de play-offs zijn gedegradeerd.

## Speeldata
De wedstrijden in de Nations League worden tussen 21 februari en 28 oktober 2025 gespeeld.
| Periode                               | Ronde                            | Datum                       |
| ------------------------------------- | -------------------------------- | --------------------------- |
| Groepsfase                            | Loting                           | 7 november 2024             |
| Groepsfase                            | Speeldag 1 en 2                  | 21–26 februari 2025         |
| Groepsfase                            | Speeldag 3 en 4                  | 4–8 april 2025              |
| Groepsfase                            | Speeldag 5 en 6                  | 30 mei–3 juni 2025          |
| Wedstrijden om promotie en degradatie | Loting                           | 6 juni 2025 (N.t.b.)        |
| Wedstrijden om promotie en degradatie | Heenwedstrijd                    | 22-28 oktober 2025          |
| Wedstrijden om promotie en degradatie | Terugwedstrijd                   | 22-28 oktober 2025          |
| Finaleronde                           | Loting                           | 6 juni 2025 (N.t.b.)        |
| Finaleronde                           | Halve finales (Twee wedstrijden) | 20-28 oktober 2025          |
| Finaleronde                           | Troostfinale (Twee wedstrijden)  | 26 november-2 december 2025 |
| Finaleronde                           | Finale (Twee wedstrijden)        | 26 november-2 december 2025 |

## Deelnemende landen

Landen in divisie A
Landen in divisie B
Landen in divisie C
Nam niet deel aan de competitie
Uitgesloten van deelname

De 53 deelnemende landen worden op basis van de eindrangschikking van het kwalificatietoernooi van het EK 2025 onderverdeeld over de divisies A, B en C. Op basis van die ranglijst worden de landen verdeeld over vier potten.
In oktober 2024 kondigden Gibraltar en Liechtenstein aan dat het ook wilden deelnemen aan de competitie, waarmee ze beiden hun debuut in een internationaal toernooi binnen het vrouwenvoetbal maken. Rusland was uitgesloten van deelname, omdat de UEFA en FIFA alle Russische teams sinds 28 februari 2022 hebben geschorst van deelname aan internationale wedstrijden vanwege de Russische invasie van Oekraïne in februari 2022. Op 30 september 2024 bevestigde de UEFA dat Rusland ook voor dit toernooi uitgesloten werd, waarmee ze automatisch ook niet deel zullen nemen aan de kwalificatiewedstrijden voor het Wereldkampioenschap voetbal vrouwen 2027. San Marino schreef zich niet in voor deelname.

### Loting en potten
De loting voor de groepsfase vond op 7 november 2024 om 13.00 (UTC+1) plaats op het UEFA-hoofdkantoor in Nyon, Zwitserland. Om politieke redenen konden Armenië en Azerbeidzjan (vanwege het Nagorno-Karabach conflict) en Wit-Rusland en Oekraïne (vanwege de betrokkenheid van Wit-Rusland bij de Russische invasie van Oekraïne) niet in dezelfde groep worden geloot. Om verre reisafstanden zoveel mogelijk te beperken kon Kazachstan maar maximaal één tegenstander in dezelfde groep loten van de volgende landen: Andorra, Faeröer, Gibraltar of Malta.
| Pot | Land        | /        | Rang |
| --- | ----------- | -------- | ---- |
| 1   | Spanje      |          | 1    |
| 1   | Duitsland   |          | 2    |
| 1   | Frankrijk   |          | 3    |
| 1   | Italië      |          | 4    |
| 2   | IJsland     |          | 5    |
| 2   | Denemarken  |          | 6    |
| 2   | Engeland    |          | 7    |
| 2   | Nederland   |          | 8    |
| 3   | Zweden      |          | 9    |
| 3   | Noorwegen   |          | 10   |
| 3   | Oostenrijk  |          | 11   |
| 3   | België      |          | 12   |
| 4   | Portugal    | Gestegen | 17   |
| 4   | Schotland   | Gestegen | 18   |
| 4   | Zwitserland | Gestegen | 19   |
| 4   | Wales       | Gestegen | 20   |

| Pot | Land                  | /        | Rang |
| --- | --------------------- | -------- | ---- |
| 1   | Finland               | Gedaald  | 13   |
| 1   | Tsjechië              | Gedaald  | 14   |
| 1   | Ierland               | Gedaald  | 15   |
| 1   | Polen                 | Gedaald  | 16   |
| 2   | Servië                |          | 21   |
| 2   | Oekraïne              |          | 22   |
| 2   | Noord-Ierland         |          | 23   |
| 2   | Turkije               |          | 24   |
| 3   | Kroatië               |          | 25   |
| 3   | Hongarije             |          | 26   |
| 3   | Bosnië en Herzegovina |          | 27   |
| 3   | Slovenië              | Gestegen | 33   |
| 4   | Roemenië              | Gestegen | 34   |
| 4   | Wit-Rusland           | Gestegen | 35   |
| 4   | Griekenland           | Gestegen | 36   |
| 4   | Albanië               | Gestegen | 37   |

| Pot | Land            | /       | Rang |
| --- | --------------- | ------- | ---- |
| 1   | Slowakije       | Gedaald | 28   |
| 1   | Azerbeidzjan    | Gedaald | 29   |
| 1   | Malta           | Gedaald | 30   |
| 1   | Israël          | Gedaald | 31   |
| 1   | Kosovo          | Gedaald | 32   |
| 1   | Luxemburg       |         | 38   |
| 2   | Montenegro      |         | 39   |
| 2   | Georgië         |         | 40   |
| 2   | Bulgarije       |         | 41   |
| 2   | Letland         |         | 42   |
| 2   | Faeröer         |         | 43   |
| 2   | Armenië         |         | 44   |
| 3   | Noord-Macedonië |         | 45   |
| 3   | Estland         |         | 46   |
| 3   | Litouwen        |         | 47   |
| 3   | Kazachstan      |         | 48   |
| 3   | Moldavië        |         | 49   |
| 3   | Cyprus          |         | 50   |
| 4   | Andorra         |         | 51   |
| 4   | Gibraltar       |         | 52   |
| 4   | Liechtenstein   |         | 53   |

| Land       | Rang |
| ---------- | ---- |
| San Marino | —    |

| Land    | Rang |
| ------- | ---- |
| Rusland | —    |

## Divisie A
Groep 1
| Pos | Team           | Wed | W | G | V | Ptn | DV | DT | +/− | Kwalificatie of degradatie                |
| --- | -------------- | --- | - | - | - | --- | -- | -- | --- | ----------------------------------------- |
| 1   | Duitsland      | 6   | 5 | 1 | 0 | 16  | 26 | 4  | +22 | Geplaatst voor de finaleronde             |
| 2   | Nederland      | 6   | 3 | 2 | 1 | 11  | 11 | 10 | +1  |                                           |
| 3   | Oostenrijk (Q) | 6   | 2 | 0 | 4 | 6   | 5  | 16 | −11 | Kwalificatie voor de degradatie play-offs |
| 4   | Schotland (R)  | 6   | 0 | 1 | 5 | 1   | 3  | 15 | −12 | Gedegradeerd naar divisie B               |

Groep 2
| Pos | Team            | Wed | W | G | V | Ptn | DV | DT | +/− | Kwalificatie of degradatie                |
| --- | --------------- | --- | - | - | - | --- | -- | -- | --- | ----------------------------------------- |
| 1   | Frankrijk       | 6   | 6 | 0 | 0 | 18  | 14 | 2  | +12 | Geplaatst voor de finaleronde             |
| 2   | Noorwegen       | 6   | 2 | 2 | 2 | 8   | 4  | 5  | −1  |                                           |
| 3   | IJsland (Q)     | 6   | 0 | 4 | 2 | 4   | 6  | 9  | −3  | Kwalificatie voor de degradatie play-offs |
| 4   | Zwitserland (R) | 6   | 0 | 2 | 4 | 2   | 4  | 12 | −8  | Gedegradeerd naar divisie B               |

Groep 3
| Pos | Team         | Wed | W | G | V | Ptn | DV | DT | +/− | Kwalificatie of degradatie                |
| --- | ------------ | --- | - | - | - | --- | -- | -- | --- | ----------------------------------------- |
| 1   | Spanje       | 6   | 5 | 0 | 1 | 15  | 21 | 8  | +13 | Geplaatst voor de finaleronde             |
| 2   | Engeland     | 6   | 3 | 1 | 2 | 10  | 16 | 6  | +10 |                                           |
| 3   | België (Q)   | 6   | 2 | 0 | 4 | 6   | 9  | 16 | −7  | Kwalificatie voor de degradatie play-offs |
| 4   | Portugal (R) | 6   | 1 | 1 | 4 | 4   | 5  | 21 | −16 | Gedegradeerd naar divisie B               |

Groep 4
| Pos | Team           | Wed | W | G | V | Ptn | DV | DT | +/− | Kwalificatie of degradatie                |
| --- | -------------- | --- | - | - | - | --- | -- | -- | --- | ----------------------------------------- |
| 1   | Zweden         | 6   | 3 | 3 | 0 | 12  | 13 | 6  | +7  | Geplaatst voor de finaleronde             |
| 2   | Italië         | 6   | 3 | 1 | 2 | 10  | 11 | 7  | +4  |                                           |
| 3   | Denemarken (Q) | 6   | 3 | 0 | 3 | 9   | 8  | 13 | −5  | Kwalificatie voor de degradatie play-offs |
| 4   | Wales (R)      | 6   | 0 | 2 | 4 | 2   | 4  | 10 | −6  | Gedegradeerd naar divisie B               |

### Finaleronde
|  | Halve finales       | Halve finales | Halve finales | Halve finales |  |  | Finale | Finale | Finale | Finale |
|  |                     |               |               |               |  |  |        |        |        |        |
|  | 24 en 28 okt 2025   |               |               |               |  |  |        |        |        |        |
|  |                     |               |               |               |  |  |        |        |        |        |
|  | Duitsland           |               |               |               |  |  |        |        |        |        |
|  | 28 nov – 2 dec 2025 |               |               |               |  |  |        |        |        |        |
|  | Frankrijk           |               |               |               |  |  |        |        |        |        |
|  |                     |               |               |               |  |  |        |        |        |        |
|  | 24 en 28 okt 2025   |               |               |               |  |  |        |        |        |        |
|  |                     |               |               |               |  |  |        |        |        |        |
|  | Spanje              |               |               |               |  |  |        |        |        |        |
|  |                     |               |               |               |  |  |        |        |        |        |
|  | Zweden              |               |               |               |  |  |        |        |        |        |
|  | Troostfinale        |               |               |               |  |  |        |        |        |        |
|  |                     |               |               |               |  |  |        |        |        |        |
|  | 28 nov – 2 dec 2025 |               |               |               |  |  |        |        |        |        |
|  |                     |               |               |               |  |  |        |        |        |        |
|  |                     |               |               |               |  |  |        |        |        |        |
|  |                     |               |               |               |  |  |        |        |        |        |
|  |                     |               |               |               |  |  |        |        |        |        |

## Divisie B
Groep 1
| Pos | Team                      | Wed | W | G | V | Ptn | DV | DT | +/− | Kwalificatie of degradatie              |
| --- | ------------------------- | --- | - | - | - | --- | -- | -- | --- | --------------------------------------- |
| 1   | Polen (P)                 | 6   | 5 | 1 | 0 | 16  | 16 | 2  | +14 | Promotie naar divisie A                 |
| 2   | Noord-Ierland (Q)         | 6   | 2 | 2 | 2 | 8   | 6  | 10 | −4  | Kwalificatie voor de promotie play-offs |
| 3   | Bosnië en Herzegovina (R) | 6   | 1 | 2 | 3 | 5   | 9  | 12 | −3  | Gedegradeerd naar divisie C             |
| 4   | Roemenië (R)              | 6   | 1 | 1 | 4 | 4   | 3  | 10 | −7  | Gedegradeerd naar divisie C             |

Groep 2
| Pos | Team            | Wed | W | G | V | Ptn | DV | DT | +/− | Kwalificatie of degradatie                |
| --- | --------------- | --- | - | - | - | --- | -- | -- | --- | ----------------------------------------- |
| 1   | Slovenië (P)    | 6   | 5 | 0 | 1 | 15  | 12 | 2  | +10 | Promotie naar divisie A                   |
| 2   | Ierland (Q)     | 6   | 5 | 0 | 1 | 15  | 10 | 6  | +4  | Kwalificatie voor de promotie play-offs   |
| 3   | Turkije (Q)     | 6   | 2 | 0 | 4 | 6   | 3  | 7  | −4  | Kwalificatie voor de degradatie play-offs |
| 4   | Griekenland (R) | 6   | 0 | 0 | 6 | 0   | 2  | 12 | −10 | Gedegradeerd naar divisie C               |

1. 1 2  Gerangschikt op onderling doelsaldo: Slovenië +3, Ierland –3.

Groep 3
| Pos | Team            | Wed | W | G | V | Ptn | DV | DT | +/− | Kwalificatie of degradatie              |
| --- | --------------- | --- | - | - | - | --- | -- | -- | --- | --------------------------------------- |
| 1   | Servië (P)      | 6   | 4 | 2 | 0 | 14  | 7  | 1  | +6  | Promotie naar divisie A                 |
| 2   | Finland (Q)     | 6   | 3 | 2 | 1 | 11  | 8  | 2  | +6  | Kwalificatie voor de promotie play-offs |
| 3   | Hongarije (R)   | 6   | 1 | 1 | 4 | 4   | 2  | 6  | −4  | Gedegradeerd naar divisie C             |
| 4   | Wit-Rusland (R) | 6   | 0 | 3 | 3 | 3   | 0  | 8  | −8  | Gedegradeerd naar divisie C             |

Groep 4
| Pos | Team         | Wed | W | G | V | Ptn | DV | DT | +/− | Kwalificatie of degradatie                |
| --- | ------------ | --- | - | - | - | --- | -- | -- | --- | ----------------------------------------- |
| 1   | Oekraïne (P) | 6   | 4 | 1 | 1 | 13  | 8  | 6  | +2  | Promotie naar divisie A                   |
| 2   | Tsjechië (Q) | 6   | 4 | 1 | 1 | 13  | 17 | 4  | +13 | Kwalificatie voor de promotie play-offs   |
| 3   | Albanië (Q)  | 6   | 2 | 0 | 4 | 6   | 10 | 12 | −2  | Kwalificatie voor de degradatie play-offs |
| 4   | Kroatië (R)  | 6   | 1 | 0 | 5 | 3   | 4  | 17 | −13 | Gedegradeerd naar divisie C               |

1. 1 2  Gerangschikt op onderling aantal punten: Oekraïne 4, Tsjechië 1.

### Stand nummers drie
| Pos | Grp | Team                  | Wed | W | G | V | Ptn | DV | DT | +/− | Kwalificatie of degradatie                |
| --- | --- | --------------------- | --- | - | - | - | --- | -- | -- | --- | ----------------------------------------- |
| 1   | B4  | Albanië               | 6   | 2 | 0 | 4 | 6   | 10 | 12 | −2  | Kwalificatie voor de degradatie play-offs |
| 2   | B2  | Turkije               | 6   | 2 | 0 | 4 | 6   | 3  | 7  | −4  | Kwalificatie voor de degradatie play-offs |
| 3   | B1  | Bosnië en Herzegovina | 6   | 1 | 2 | 3 | 5   | 9  | 12 | −3  | Gedegradeerd naar divisie C               |
| 4   | B3  | Hongarije             | 6   | 1 | 1 | 4 | 4   | 2  | 6  | −4  | Gedegradeerd naar divisie C               |

## Divisie C
Groep 1
| Pos | Team          | Wed | W | G | V | Ptn | DV | DT | +/− | Promotie                |
| --- | ------------- | --- | - | - | - | --- | -- | -- | --- | ----------------------- |
| 1   | Slowakije (P) | 6   | 6 | 0 | 0 | 18  | 27 | 1  | +26 | Promotie naar divisie B |
| 2   | Faeröer       | 6   | 3 | 1 | 2 | 10  | 10 | 6  | +4  |                         |
| 3   | Moldavië      | 6   | 2 | 1 | 3 | 7   | 6  | 6  | 0   |                         |
| 4   | Gibraltar     | 6   | 0 | 0 | 6 | 0   | 0  | 30 | −30 |                         |

Groep 2
| Pos | Team       | Wed | W | G | V | Ptn | DV | DT | +/− | Promotie of kwalificatie                |
| --- | ---------- | --- | - | - | - | --- | -- | -- | --- | --------------------------------------- |
| 1   | Malta (P)  | 6   | 4 | 1 | 1 | 13  | 8  | 5  | +3  | Promotie naar divisie B                 |
| 2   | Cyprus (Q) | 6   | 3 | 1 | 2 | 10  | 9  | 8  | +1  | Kwalificatie voor de promotie play-offs |
| 3   | Georgië    | 6   | 2 | 0 | 4 | 6   | 9  | 11 | −2  |                                         |
| 4   | Andorra    | 6   | 1 | 2 | 3 | 5   | 6  | 8  | −2  |                                         |

Groep 3
| Pos | Team          | Wed | W | G | V | Ptn | DV | DT | +/− | Promotie                |
| --- | ------------- | --- | - | - | - | --- | -- | -- | --- | ----------------------- |
| 1   | Luxemburg (P) | 6   | 5 | 1 | 0 | 16  | 20 | 6  | +14 | Promotie naar divisie B |
| 2   | Kazachstan    | 6   | 3 | 1 | 2 | 10  | 14 | 9  | +5  |                         |
| 3   | Armenië       | 6   | 2 | 1 | 3 | 7   | 13 | 11 | +2  |                         |
| 4   | Liechtenstein | 6   | 0 | 1 | 5 | 1   | 5  | 26 | −21 |                         |

Groep 4
| Pos | Team           | Wed | W | G | V | Ptn | DV | DT | +/− | Promotie                |
| --- | -------------- | --- | - | - | - | --- | -- | -- | --- | ----------------------- |
| 1   | Montenegro (P) | 4   | 2 | 2 | 0 | 8   | 5  | 2  | +3  | Promotie naar divisie B |
| 2   | Azerbeidzjan   | 4   | 1 | 2 | 1 | 5   | 3  | 6  | −3  |                         |
| 3   | Litouwen       | 4   | 1 | 0 | 3 | 3   | 6  | 6  | 0   |                         |

Groep 5
| Pos | Team       | Wed | W | G | V | Ptn | DV | DT | +/− | Promotie                |
| --- | ---------- | --- | - | - | - | --- | -- | -- | --- | ----------------------- |
| 1   | Israël (P) | 4   | 3 | 1 | 0 | 10  | 12 | 5  | +7  | Promotie naar divisie B |
| 2   | Estland    | 4   | 1 | 1 | 2 | 4   | 2  | 6  | −4  |                         |
| 3   | Bulgarije  | 4   | 0 | 2 | 2 | 2   | 4  | 7  | −3  |                         |

Groep 6
| Pos | Team            | Wed | W | G | V | Ptn | DV | DT | +/− | Promotie of kwalificatie                |
| --- | --------------- | --- | - | - | - | --- | -- | -- | --- | --------------------------------------- |
| 1   | Letland (P)     | 4   | 2 | 2 | 0 | 8   | 6  | 4  | +2  | Promotie naar divisie B                 |
| 2   | Kosovo (Q)      | 4   | 2 | 1 | 1 | 7   | 9  | 3  | +6  | Kwalificatie voor de promotie play-offs |
| 3   | Noord-Macedonië | 4   | 0 | 1 | 3 | 1   | 2  | 10 | −8  |                                         |

### Stand nummers twee
| Pos | Grp | Team         | Wed | W | G | V | Ptn | DV | DT | +/− | Kwalificatie                            |
| --- | --- | ------------ | --- | - | - | - | --- | -- | -- | --- | --------------------------------------- |
| 1   | C2  | Cyprus       | 4   | 3 | 0 | 1 | 9   | 6  | 4  | +2  | Kwalificatie voor de promotie play-offs |
| 2   | C6  | Kosovo       | 4   | 2 | 1 | 1 | 7   | 9  | 3  | +6  | Kwalificatie voor de promotie play-offs |
| 3   | C4  | Azerbeidzjan | 4   | 1 | 2 | 1 | 5   | 3  | 6  | −3  |                                         |
| 4   | C1  | Faeröer      | 4   | 1 | 1 | 2 | 4   | 4  | 6  | −2  |                                         |
| 5   | C3  | Kazachstan   | 4   | 1 | 1 | 2 | 4   | 6  | 9  | −3  |                                         |
| 6   | C5  | Estland      | 4   | 1 | 1 | 2 | 4   | 2  | 6  | −4  |                                         |

## Wedstrijden om promotie en degradatie
De wedstrijden om promotie en degradatie werden op 6 juni 2025 door middel van een loting bepaald. De wedstrijden worden op 24 en 28 oktober 2025 gespeeld.

### Divisie A vs Divisie B
| Team 1        | Tot. | Team 2     | 1e wedstr. | 2e wedstr. |
| ------------- | ---- | ---------- | ---------- | ---------- |
| Noord-Ierland |      | IJsland    | 24 okt     | 28 okt     |
| Finland       |      | Denemarken | 24 okt     | 28 okt     |
| Ierland       |      | België     | 24 okt     | 28 okt     |
| Tsjechië      |      | Oostenrijk | 24 okt     | 28 okt     |

#### Wedstrijden
|                 |               |   |         |  |
| 24 oktober 2025 | Noord-Ierland | v | IJsland |  |
| 24 oktober 2025 | Verslag       |   |         |  |
| 24 oktober 2025 |               |   |         |  |
| 24 oktober 2025 |               |   |         |  |
|                 |               |   |         |  |

|                 |         |   |               |  |
| 28 oktober 2025 | IJsland | v | Noord-Ierland |  |
| 28 oktober 2025 | Verslag |   |               |  |
| 28 oktober 2025 |         |   |               |  |
| 28 oktober 2025 |         |   |               |  |
|                 |         |   |               |  |

|                 |         |   |            |  |
| 24 oktober 2025 | Finland | v | Denemarken |  |
| 24 oktober 2025 | Verslag |   |            |  |
| 24 oktober 2025 |         |   |            |  |
| 24 oktober 2025 |         |   |            |  |
|                 |         |   |            |  |

|                 |            |   |         |  |
| 28 oktober 2025 | Denemarken | v | Finland |  |
| 28 oktober 2025 | Verslag    |   |         |  |
| 28 oktober 2025 |            |   |         |  |
| 28 oktober 2025 |            |   |         |  |
|                 |            |   |         |  |

|                               |         |   |        |                               |
| 24 oktober 2025 19.00 (UTC+1) | Ierland | v | België | Stadion: Avivastadion, Dublin |
| 24 oktober 2025 19.00 (UTC+1) | Verslag |   |        | Stadion: Avivastadion, Dublin |
| 24 oktober 2025 19.00 (UTC+1) |         |   |        | Stadion: Avivastadion, Dublin |
| 24 oktober 2025 19.00 (UTC+1) |         |   |        | Stadion: Avivastadion, Dublin |
|                               |         |   |        |                               |

|                 |         |   |         |                            |
| 28 oktober 2025 | België  | v | Ierland | Stadion: Den Dreef, Leuven |
| 28 oktober 2025 | Verslag |   |         | Stadion: Den Dreef, Leuven |
| 28 oktober 2025 |         |   |         | Stadion: Den Dreef, Leuven |
| 28 oktober 2025 |         |   |         | Stadion: Den Dreef, Leuven |
|                 |         |   |         |                            |

|                 |          |   |            |  |
| 24 oktober 2025 | Tsjechië | v | Oostenrijk |  |
| 24 oktober 2025 | Verslag  |   |            |  |
| 24 oktober 2025 |          |   |            |  |
| 24 oktober 2025 |          |   |            |  |
|                 |          |   |            |  |

|                 |            |   |          |  |
| 28 oktober 2025 | Oostenrijk | v | Tsjechië |  |
| 28 oktober 2025 | Verslag    |   |          |  |
| 28 oktober 2025 |            |   |          |  |
| 28 oktober 2025 |            |   |          |  |
|                 |            |   |          |  |

### Divisie B vs Divisie C
| Team 1 | Tot. | Team 2  | 1e wedstr. | 2e wedstr. |
| ------ | ---- | ------- | ---------- | ---------- |
| Cyprus |      | Albanië | 24 okt     | 28 okt     |
| Kosovo |      | Turkije | 24 okt     | 28 okt     |

#### Wedstrijden
|                 |         |   |         |  |
| 24 oktober 2025 | Cyprus  | v | Albanië |  |
| 24 oktober 2025 | Verslag |   |         |  |
| 24 oktober 2025 |         |   |         |  |
| 24 oktober 2025 |         |   |         |  |
|                 |         |   |         |  |

|                 |         |   |        |  |
| 28 oktober 2025 | Albanië | v | Cyprus |  |
| 28 oktober 2025 | Verslag |   |        |  |
| 28 oktober 2025 |         |   |        |  |
| 28 oktober 2025 |         |   |        |  |
|                 |         |   |        |  |

|                 |         |   |         |  |
| 24 oktober 2025 | Kosovo  | v | Turkije |  |
| 24 oktober 2025 | Verslag |   |         |  |
| 24 oktober 2025 |         |   |         |  |
| 24 oktober 2025 |         |   |         |  |
|                 |         |   |         |  |

|                 |         |   |        |  |
| 28 oktober 2025 | Turkije | v | Kosovo |  |
| 28 oktober 2025 | Verslag |   |        |  |
| 28 oktober 2025 |         |   |        |  |
| 28 oktober 2025 |         |   |        |  |
|                 |         |   |        |  |

## Eindstand
De eindrangschikking van alle landen en divisies werd samengevoegd tot een algehele eindrangschikking, welke beslissingscriteria werd gebruikt voor de loting voor het kwalificatietoernooi voor het Wereldkampioenschap voetbal vrouwen 2027.
| Pos | Team        | Wed | Ptn |
| --- | ----------- | --- | --- |
| 1   | Frankrijk   | 6   | 18  |
| 2   | Duitsland   | 6   | 16  |
| 3   | Spanje TH   | 6   | 15  |
| 4   | Zweden      | 6   | 12  |
|     |             |     |     |
| 5   | Nederland   | 6   | 11  |
| 6   | Engeland    | 6   | 10  |
| 7   | Italië      | 6   | 10  |
| 8   | Noorwegen   | 6   | 8   |
|     |             |     |     |
| 9   | Denemarken  | 6   | 9   |
| 10  | België      | 6   | 6   |
| 11  | Oostenrijk  | 6   | 6   |
| 12  | IJsland     | 6   | 4   |
|     |             |     |     |
| 13  | Portugal    | 6   | 4   |
| 14  | Wales       | 6   | 2   |
| 15  | Zwitserland | 6   | 2   |
| 16  | Schotland   | 6   | 1   |

| Pos | Team                  | Wed | Ptn |
| --- | --------------------- | --- | --- |
| 17  | Polen                 | 6   | 16  |
| 18  | Slovenië              | 6   | 15  |
| 19  | Servië                | 6   | 14  |
| 20  | Oekraïne              | 6   | 13  |
|     |                       |     |     |
| 21  | Ierland               | 6   | 15  |
| 22  | Tsjechië              | 6   | 13  |
| 23  | Finland               | 6   | 11  |
| 24  | Noord-Ierland         | 6   | 8   |
|     |                       |     |     |
| 25  | Albanië               | 6   | 6   |
| 26  | Turkije               | 6   | 6   |
| 27  | Bosnië en Herzegovina | 6   | 5   |
| 28  | Hongarije             | 6   | 4   |
|     |                       |     |     |
| 29  | Roemenië              | 6   | 4   |
| 30  | Wit-Rusland           | 6   | 3   |
| 31  | Kroatië               | 6   | 3   |
| 32  | Griekenland           | 6   | 0   |

| Pos | Team            | Wed | Ptn |
| --- | --------------- | --- | --- |
| 33  | Slowakije       | 4   | 12  |
| 34  | Israël          | 4   | 10  |
| 35  | Luxemburg       | 4   | 10  |
| 36  | Malta           | 4   | 9   |
| 37  | Letland         | 4   | 8   |
| 38  | Montenegro      | 4   | 8   |
|     |                 |     |     |
| 39  | Cyprus          | 4   | 9   |
| 40  | Kosovo          | 4   | 7   |
| 41  | Azerbeidzjan    | 4   | 5   |
| 42  | Faeröer         | 4   | 4   |
| 43  | Kazachstan      | 4   | 4   |
| 44  | Estland         | 4   | 4   |
|     |                 |     |     |
| 45  | Litouwen        | 4   | 3   |
| 46  | Armenië         | 4   | 3   |
| 47  | Bulgarije       | 4   | 2   |
| 48  | Moldavië        | 4   | 1   |
| 49  | Noord-Macedonië | 4   | 1   |
| 50  | Georgië         | 4   | 0   |
|     |                 |     |     |
| 51  | Andorra         | 6   | 5   |
| 52  | Liechtenstein   | 6   | 1   |
| 53  | Gibraltar       | 6   | 0   |

1. ↑  Omdat in divisie C de groepen geen gelijke aantallen hadden, werden de resultaten van de nummers vier niet meegeteld bij de rangschikking van de nummers een tot drie.[3]

## Doelpuntenmakers
6 doelpunten
- Amy Thompson
- Tamara Morávková

5 doelpunten
- Fortesa Berisha
- Tessa Wullaert
- Antri Violari
- Lea Schüller
- Sandy Baltimore
- Zara Kramžar
- Nikola Rybanská

4 doelpunten
- Teresa Morató
- Sofija Krajšumović
- Selina Cerci
- Agnes Beever-Jones
- Ásla Johannesen
- Karólína Lea Vilhjálmsdóttir
- Kaltrina Biqkaj
- Lara Prašnikar
- Patrícia Hmírová
- Esther González
- Clàudia Pina
- Kateřina Svitková

3 doelpunten
- Narine Davtyan
- Lara Kazandjian
- Laura Freigang
- Giovanna Hoffmann
- Heidi Sevdal
- Linda Sällström
- Talia Sommer
- Cristiana Girelli
- Karina Berikova
- Amina Bibossynova
- Karlīna Miksone
- Caroline Jorge
- Laura Miller
- Haley Bugeja
- Armisa Kuč
- Lineth Beerensteyn
- Simone Magill
- Olha Ovditsjoek
- Adriana Achcińska
- Ewa Pajor
- Paulina Tomasiak
- Nina Matejić
- Klaudia Fabová
- Eva Bartoňová
- Michaela Khýrová
- Andrea Stašková
- Filippa Angeldahl
- Stina Blackstenius

2 doelpunten
- Megi Doçi
- Anna Dallakyan
- Svetlana Karazgezian
- Oksanna Pizlova
- Justine Vanhaevermaet
- Marija Milinković
- Elena Aristodimou
- Pernille Harder
- Janni Thomsen
- Linda Dallmann
- Sydney Lohmann
- Lucy Bronze
- Beth Mead
- Jess Park
- Alessia Russo
- Sanni Franssi
- Grace Geyoro
- Marie-Antoinette Katoto
- Clara Matéo
- Teona Bakradze
- Maiko Bebia
- Natia Danelia
- Veatriki Sarri
- Amber Barrett
- Kyra Carusa
- Eden Avital
- Noa Selimhodzic
- Michela Cambiaghi
- Anastasia Nizamoedinova
- Bibigul Nuroesjeva
- Erëleta Memeti
- Katharina Risch
- Rimante Jonusaite
- Marta Estévez García
- Charlotte Schmit
- Maria Farrugia
- Claudia Chiper
- Julia Hickelsberger
- Ewelina Kamczyk
- Carole Costa
- Karolína Bayerová
- Victoria Kaláberová
- Ľudmila Maťavková
- Mária Mikolajová
- Aitana Bonmatí
- Athenea del Castillo
- Alèxia Putellas
- Kader Hançar
- Fridolina Rolfö

1 doelpunt
- Klea Hamonikaj
- Alma Hilaj
- Carla Ber
- Laia Solé Palau
- Maral Artin
- Esra Manya
- Nigar Mirzalijeva
- Manə Mollayeva
- Tine De Caigny
- Mariam Toloba
- Emina Ekić
- Minela Gačanica
- Nikoleta Bojtsjeva
- Dimitra Ivanova
- Lora Petrova
- Polina Rasina
- Marilia Constantinou
- Eirini Michail
- Steffi Hardy
- Signe Bruun
- Emma Færge
- Sara Holmgaard
- Amalie Vangsgaard
- Klara Bühl
- Vivien Endemann
- Sarai Linder
- Sjoeke Nüsken
- Elisa Senß
- Cora Zicai
- Michelle Agyemang
- Millie Bright
- Chloe Kelly
- Keira Walsh
- Katrin Kirpu
- Kristina Teern
- Durita Hummeland
- Eyðvør Klakstein
- Jensa Tórolvsdóttir
- Emma Koivisto
- Nea Lehtola
- Eva Nyström
- Selma Bacha
- Élisa De Almeida
- Kadidiatou Diani
- Tinatin Ambalia
- Mariam Kalandadze
- Lizi Mtskerasjvili
- Diána Csányi
- Anna Csiki
- Emily Murphy
- Saoirse Noonan
- Anna Patten
- Marissa Sheva
- Jessie Stapleton
- Sveindís Jónsdóttir
- Ingibjörg Sigurðardóttir
- Marian Awad
- Elianna Beard
- Maayan Ben Israel
- Smadar Cohen
- Irena Koeznetsov
- Michaela Worko
- Barbara Bonansea
- Sofia Cantore
- Arianna Caruso
- Lucia Di Guglielmo
- Elena Linari
- Emma Severini
- Aigerim Aitymova
- Madina Janataeva
- Asselchan Toerlybekova
- Karina Zjemabaikyzy
- Gentiana Fetaj
- Valentina Metaj
- Blerta Smaili
- Kristina Nevrkla
- Ivana Slipčević
- Tea Vračević
- Barbara Živković
- Olga Ševcova
- Viktorija Zaičikova
- Lena Göppel
- Sophia Hürlimann
- Naomi Kindle
- Marija Galkina
- Monika Griksaite
- Ugne Lazdauskaite
- Tereza Romanovskaja
- Ana Barbosa Abreu
- Kimberley Dos Santos
- Joana Lourenco Magalhães
- Anna Miny
- Rachel Cuschieri
- Shona Zammit
- Elina Coceanovschi
- Iuliana Colnic
- Carolina Țabur
- Medina Dešić
- Jasna Đoković
- Daniëlle van de Donk
- Damaris Egurrola
- Chasity Grant
- Jackie Groenen
- Wieke Kaptein
- Vivianne Miedema
- Sherida Spitse
- Jill Roord
- Danielle Maxwell
- Brenna McPartlan
- Kascie Weir
- Ulza Maksuti
- Simona Meyer
- Vilde Bøe Risa
- Caroline Graham Hansen
- Elisabeth Terland
- Olha Basanska
- Jana Kalinina
- Jana Kotyk
- Nicole Kozlova
- Anna Petryk
- Maria Plattner
- Lilli Purtscheller
- Annabel Schasching
- Natalia Padilla
- Klaudia Słowińska
- Martyna Wiankowska
- Weronika Zawistowska
- Catarina Amado
- Beatriz Fonseca
- Francisca Nazareth
- Cristina Carp
- Mihaela Ciolacu
- Emma Lawton
- Kathleen McGovern
- Caroline Weir
- Jovana Damnjanović
- Miljana Ivanović
- Allegra Poljak
- Nina Kajzba
- Špela Kolbl
- Maja Sternad
- Dominika Škorvánková
- Laia Aleixandri
- Mariona Caldentey
- Lucía García
- Patricia Guijarro
- Cristina Martín-Prieto
- Salma Paralluelo
- Alba Redondo
- Kamila Dubcová
- Tereza Krejčiříková
- Aneta Pochmanová
- Aneta Polášková
- Elif Keskin
- Kayleigh Barton
- Hannah Cain
- Jessica Fishlock
- Ceri Holland
- Kosovare Asllani
- Magdalena Eriksson
- Lina Hurtig
- Johanna Rytting Kaneryd
- Linda Sembrant
- Géraldine Reuteler
- Sydney Schertenleib
- Smilla Vallotto

1 eigen doelpunt
- Sara Papadopoulou (tegen Malta)
- Maaria Roth (tegen Servië)
- Joelle Gilbert (tegen Moldavië)
- Áslaug Munda Gunnlaugsdóttir (tegen Zwitserland)
- Glódís Viggósdóttir (tegen Noorwegen)
- Lumbardha Misini (tegen Letland)
- Leonarda Balog (tegen Albanië)
- Florentina Olar-Spânu (tegen Bosnië en Herzegovina)
- Sophie Howard (tegen Duitsland)
- Busem Şeker (tegen Ierland)